# Conjunt del barranc de la Sallent: Gemenes i Gelat
Els estanys de Gémena de Dalt i Gémena de Baix i l'Estany Gelat es troben al Circ de Gémena, a la vall de Boí, a la falda del Comoloforno (3033 m). Els dos primers tenen unes 8 ha i es troben a una altitud al voltant dels 2250 m. El Gémena de dalt és una mica més profund que el de baix (34 i 21 m, respectivament).
La conca, d'unes 350 ha, té una important proporció de tarteres, sobretot a la part alta. La vegetació consta principalment de gespets (prats de Festuca eskia), amb alguns neretars (matollars de Rhododendron ferrugineum) i pinedes de pi negre (Pinus uncinata) a la part més baixa, i alguns prats de sudorn (F. paniculata), Carex curvula i de F.airoides o de F. yvesii. En cap dels tres hi ha fan erògames aquàtiques. Són molt oligotròfics degut a una baixa concentració de nutrients, típica dels estanys d'alta muntanya.
Als dos estanys de Gémena s'hi ha introduït la truita comuna (Salmo trutta) per poder explotar els estanys per a la pesca recreativa, en canvi l'estany Gelat es conserva encara en condicions originals.
L'estat ecològic és Bo als dos Gémena i Molt Bo al Gelat segons la classificació de la Directiva Marc de l'Aigua. Tots tres estanys es troben dins del Parc Nacional d'Aigüestortes i Estany de Sant Maurici, que en garanteix un bon estat de conservació.